# 왕씨 (낙랑)
왕씨(王氏)는 낙랑군에 존재했던 성씨이다.
시조는 전한의 왕중이며, 이후 위만조선에 망명해서 생활한 것으로 추정된다.
위만 조선의 멸망 이후에는 낙랑군에서 생활하며 지배계층으로 자리잡았다.

## 참고 자료
- 甘懐真（中国語版） (2009年6月). “東北亞古代的移民與王權發展：以樂浪郡成立為中心” (PDF). 成大歷史學報 (国立成功大学) (36號): p. 87. オリジナルの2020年2月16日時点におけるアーカイブ